# 伪狮海象属
伪狮海象属（学名：Pseudotaria）是海象科下的一个属。

## 下属物种
本属包括以下物种：
- 村本氏伪狮海象 Pseudotaria muramotoi Kohno, 2006